# Міленцин
Міленцин (пол. Milęcin) — село в Польщі, у гміні Брвінув Прушковського повіту Мазовецького воєводства.
Населення — 182 особи (2011).
У 1975-1998 роках село належало до Варшавського воєводства.

## Демографія
Демографічна структура станом на 31 березня 2011 року:
|          | Загалом | Допрацездатний вік | Працездатний вік | Постпрацездатний вік |
| -------- | ------- | ------------------ | ---------------- | -------------------- |
| Чоловіки | 81      | 15                 | 55               | 11                   |
| Жінки    | 101     | 17                 | 62               | 22                   |
| Разом    | 182     | 32                 | 117              | 33                   |